# Astragalus mendax
Astragalus mendax är en ärtväxtart som beskrevs av Josef Franz Freyn. Astragalus mendax ingår i släktet vedlar, och familjen ärtväxter. Inga underarter finns listade i Catalogue of Life.